# 細胞極性
細胞極性（さいぼうきょくせい、英語：cell polarity）とは、細胞がもつ空間的な極性の総称である。細胞膜や細胞内の成分は、細胞内に均一に分布しているわけではなく、ある偏りをもって存在しており、これらによって極性が生じる。
極性は細胞の空間的な制御において重要な役割をもつ。例えば上皮細胞やニューロンなどは厳密な極性を持っており、これは細胞が正常に働くために必須の性質である。また、球状のリンパ球、あるいは不規則に見える繊維芽細胞でも、移動や活性化の際には細胞の形が変化し、細胞内成分および細胞膜成分の再配置を伴う変化を起こし、極性を持つようになる。複数の細胞から構成された多細胞生物だけでなく、単一の細胞からなる単細胞生物や卵においても見られる。

## 意義

### 出芽酵母
出芽酵母はその名の通り出芽によって増殖するが、新しい細胞（娘細胞）の形成は細胞周期の制御下で進行する細胞極性形成過程と共役しており、その分子メカニズムの解明によって、極性形成の（進化的な）基本形が明らかにされつつある。
出芽は、大きく、出芽位置の決定、その位置での出芽の開始、細胞膜や細胞壁の成長からなる芽（bud）の形成過程に段階分けすることができ、各々の段階について、CDC42をコアプロセスとする制御因子群が遺伝学的解析により明らかにされつつある。

### 上皮細胞
小腸上皮細胞では、管腔側（粘膜側）表面と血液側（基底膜側）表面で機能が異なっている。すなわち、粘膜側では、管腔表面では消化液に対する耐性を持つと共に、栄養素を吸収する役割を担わなければならず、基底膜側では吸収によって得られた栄養素を血液に受け渡す必要がある。この時、それらを担う各分子がランダムに存在していれば、栄養素の流れが混沌とすることは想像に難くない。このような混乱を避けるために、細胞は粘膜側と基底膜側を厳密に区別し、栄養素の取り込みに関与する分子は粘膜側に、血液への放出に関与する分子は基底膜側に発現するように制御している。

### 情報伝達
多細胞生物においては、各細胞間での情報伝達は極めて重要であるが、特にニューロンでは、情報（刺激）を受け取る側と、その刺激を次の細胞に伝える側を区別し、それぞれを担当する分子を配置している。

### 細胞分裂（非対称分裂）
特に発生期においては、細胞の配置は厳密に行われなければ個体の発生に重大な障害が現れる。たとえば、細胞分裂の結果、将来頭の側になるべく分化していく細胞と尻尾側に分化していく細胞に分かれる場合を考えると、頭側の細胞には将来頭となるよう分化していくための分子群が含まれていなければならない。このように、細胞が分化していく際の分裂においては、均一な細胞分裂は行われず、分裂の過程で細胞を構成する分子群が不均一に分布することにより、異なった細胞へと分化していくことを可能にしている。

## 機構
細胞極性の形成機構については明らかとなっていないが、まず細胞接着によって細胞膜上に位置シグナルが形成されることが提案されている。その後、その位置のシグナルに応じてアクチン繊維や微小管などの細胞骨格分子が、様々なタンパク質等を然るべき位置へと輸送していると考えられる。この細胞接着には、特にタイトジャンクションが重要な役割を果たしていると考えられる。また、細胞膜上の脂質ラフトも極性の形成に重要であると報告されている。